# MEMORIES 2 -Kahara All Time Covers-
『MEMORIES 2 -Kahara All Time Covers-』（メモリーズ ツー カハラ オールタイム カバーズ）は、2014年10月1日にユニバーサルJより発売された華原朋美の2作目となるカバーアルバム。

## 概要
前作『MEMORIES -Kahara Covers-』に続くカバー・シリーズ第2弾。サウンド・プロデュースは引き続き武部聡志が担当。本作では時代の枠を広げ、1960年代から2010年代まで半世紀にわたるオールタイム・ヒット曲集の中から選曲。GLAYやLUNA SEAといった他ジャンルの男性ヴォーカリストの楽曲にもトライし、「アーティストとしてステップアップできる楽曲」として選曲したとコメントされている。中でも「HOWEVER」には強い思い入れがあり、同時代を共にした同曲は自らカバーを提案した。
収録曲「ROSIER」と「難破船」（中森明菜）は、映画『喰女-クイメ-』のイメージソングとなり、主にCMスポットで使用された。自身8年ぶりのタイアップとなった。「難破船」は、同年1月の『ミュージックフェア2500回記念コンサート』で原曲者の加藤登紀子とデュエットしており、直接歌唱指導を受けた。また、「サイレント・イヴ」では、原曲者の辛島美登里とのコラボレーションが実現し、「サイレイント・イヴ duet with 辛島美登里」として収録。ミュージックビデオも制作された。
「HOWEVER」のミュージックビデオは、長野県霧ヶ峰高原で一日かけて撮影された。気温差20℃の中、オーケストラとバンドメンバー総勢40名を従え、パノラマシーンを背に熱唱しており、復帰シングル「夢やぶれて -I DREAMED A DREAM-」のビデオを彷彿とさせる映像となっている。
「見上げてごらん夜の星を」のミュージックビデオには、夏木マリ、澤穂希、仲間由紀恵が出演している。それぞれが自身の願いを書いたメッセージボードを掲げる演出となっており、夏木マリは「朋ちゃんに本当の王子様が見つかりますように…」という願いをメッセージボードに書いている。
ジャケットでは、ファッションブランド「KEITA MARUYAMA」とコラボレーション。丸山敬太が衣装をセレクトし、上品で力強い女性像を表現している。
発売記念スペシャルキャンペーンとして、発売日当日に自身初の試みとなる一組限定プレミアム・ライブを開催した。この模様は、翌年6月にリリースしたベストアルバム『ALL TIME SELECTION BEST』の初回限定盤DVDに収録された。
オリコンチャートで週間9位に初登場し、復帰後の最高順位を記録した。また、2作連続トップ10入りは、シングル・アルバム通じて14年10ヶ月ぶりとなった（1999年発売の『kahala compilation』→『One Fine Day』以来）。
また、デビュー20周年に合わせて、2015年2月11日に本作と、前作にボーナストラックを追加した2枚組リパッケージ・アルバム『MEMORIES -1&2 Special Limited Edition-』がリリースされた。同作では“2”のボーナストラックとして、「サイレント・イヴ (Kahara Only Ver.)」を追加収録した。
売上枚数は1万7783枚。

## 収録曲
|    | タイトル               | 制作                                                 | オリジナル                                                                                  |
| -- | ---------------------- | ---------------------------------------------------- | ------------------------------------------------------------------------------------------- |
| 1  | HOWEVER                | 作詞・作曲:TAKURO 編曲:遠山哲朗                      | GLAY（1997年）                                                                              |
| 2  | 難破船                 | 作詞・作曲:加藤登紀子 編曲:遠山哲朗                  | 加藤登紀子（1984年）                                                                        |
| 3  | 雪の華                 | 作詞:Satomi 作曲:松本良喜 編曲:宗本康兵              | 中島美嘉（2003年）                                                                          |
| 4  | 三日月                 | 作詞:絢香 作曲:西尾芳彦 & 絢香 編曲:宗本康兵         | 絢香（2006年）                                                                              |
| 5  | ビリーヴ               | 作詞・作曲:SWEEP & EIGO 編曲:遠山哲朗                | シェネル（2012年）                                                                          |
| 6  | ROSIER                 | 作詞・作曲:LUNA SEA 編曲:遠山哲朗                    | LUNA SEA（1994年）                                                                          |
| 7  | かたち あるもの        | 作詞:柴咲コウ & 山本成美 作曲:小松清人 編曲:宗本康兵 | 柴咲コウ（2004年）                                                                          |
| 8  | いい日旅立ち           | 作詞・作曲:谷村新司 編曲:宗本康兵                    | 日本国有鉄道（国鉄）が行っていた旅行誘致キャンペーン、及びそのキャンペーンソング （1970年） |
| 9  | サイレント・イヴ       | 作詞・作曲:辛島美登里 編曲:宗本康兵                  | 辛島美登里（1990年）                                                                        |
| 10 | 見上げてごらん夜の星を | 作詞:永六輔 作曲:いずみたく 編曲:武部聡志            | 伊藤素道とリリオ・リズム・エアーズ （1960年）                                               |

### 初回限定盤DVD
- TOMOMI KAHARA INTERVIEW 2014 "MEMORIES"
復帰してからの心境、『MEMORIES』制作に至るまで、全曲本人解説など28分に渡るインタビューを収録

### タイアップ
| HOWEVER | 読売テレビ『音楽ノチカラ』9月度エンディングテーマ |
| HOWEVER | ベイエフエム パワープレイ                         |
| ROSIER  | 東映配給映画『喰女-クイメ-』イメージソング        |
| 難破船  | 東映配給映画『喰女-クイメ-』イメージソング        |

## その他の収録
| CD/DVD         | タイトル                | 発売日        | 収録曲                                                     |
| -------------- | ----------------------- | ------------- | ---------------------------------------------------------- |
| DVD/Blu-ray    | Kahara Clips 2013-2014  | 2014年12月3日 | HOWEVER                                                    |
| DVD/Blu-ray    | Kahara Clips 2013-2014  | 2014年12月3日 | サイレント・イヴ duet with 辛島美登里                      |
| DVD/Blu-ray    | Kahara Clips 2013-2014  | 2014年12月3日 | 見上げてごらん夜の星を                                     |
| DVD/Blu-ray    | Kahara Clips 2013-2014  | 2014年12月3日 | 「HOWEVER」PV Making Film                                  |
| ベストアルバム | ALL TIME SELECTION BEST | 2015年6月24日 | HOWEVER                                                    |
| ベストアルバム | ALL TIME SELECTION BEST | 2015年6月24日 | 見上げてごらん夜の星を                                     |
| ベストアルバム | ALL TIME SELECTION BEST | 2015年6月24日 | Premium Live 2014.10.1 @ TheGLEE, Kagurazaka（初回限定盤） |